# Cumpas
Cumpas là một đô thị thuộc bang Sonora, México. Năm 2005, dân số của đô thị này là 5776 người.